# Jan Vader
Jan Vader (Middelburg, 8 mei 1906 – Ede, 6 april 1979) was een Nederlands CHU-politicus.

## Biografie
Jan Vader kwam uit een gezin van acht kinderen in een eenvoudig boerenmilieu op het Zeeuwse eiland Walcheren. Na de lagere school moest hij gaan werken; hij kon voor 1 gulden per week aan de slag op een notariskantoor. Maar hij wilde doorleren. Met hulp van zijn onderwijzer lukte het hem om zich in te schrijven voor de 4-jarige handelsavondschool en daar heeft hij zijn diploma gehaald. Na zijn militaire dienst werkte hij eerst op een handelskantoor. In 1927 kon hij aan de slag als volontair op het gemeentehuis van Westkapelle en behaalde daar het diploma gemeente-administratie. In 1929 werd hij benoemd tot gemeentesecretaris-ontvanger van de gemeente Ritthem op Walcheren. In 1933 werd hij gemeentesecretaris van de gemeente Krabbendijke op Zuid-Beveland terwijl hij in Ritthem werd opgevolgd door Pieter Danielse die later burgemeester van Ritthem werd. Vader werd tijdens de Tweede Wereldoorlog door de Duitsers uit zijn huis gezet. In 1947 werd hij in Krabbendijke geïnstalleerd als burgemeester. Tijdens de watersnoodramp in 1953 moest burgemeester Vader al zijn organisatietalent gebruiken om in een omgeving van doorgebroken dijken de situatie meester te blijven. In 1956 werd hij benoemd tot burgemeester van Pijnacker, wat hij bleef tot zijn pensionering op 65-jarige leeftijd in 1971. In Pijnacker werd hij geconfronteerd met de grote uitbreidingsplannen van Zoetermeer dat aangewezen was om satellietstad van Den Haag te worden; hij heeft ervoor gezorgd dat dit niet ten koste ging van de tuinbouw in Pijnacker. Burgemeester Vader was in 1931 getrouwd met Adriana Caljouw - het echtpaar kreeg een dochter en twee zoons en nam in 1954 een pleegdochter in het gezin op. Jan Vader verhuisde na zijn pensionering naar Bennekom (gemeente Ede) en overleed daar in 1979.
Jan Vader bekleedde vele functies in het maatschappelijk leven; hij was onder andere ca 20 jaar lid van de Radioraad (later Omroepraad). Hij was ridder in de Orde van Oranje-Nassau.